# Jonathan Wild

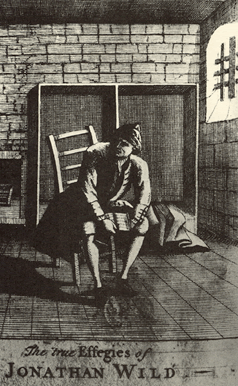
Jonathan Wild im Newgate Prison

Jonathan Wild (* 1683 in Wolverhampton; † 24. Mai 1725 in London) gilt als einer der berüchtigtsten Kriminellen Englands. Seine Taten wurden durch Romane, Dramen und politische Satiren in ganz Großbritannien bekannt. Der Charakter des Peachum in John Gays The Beggar’s Opera und später in Bertolt Brechts Dreigroschenoper ist nach ihm geformt. Sowohl Daniel Defoe als auch Henry Fielding schrieben Biografien über sein Leben.
Jonathan Wild gelang es lange Zeit, ein Doppelleben zu führen, das ihm erlaubte, eine Bande von Dieben zu leiten und gleichzeitig in der Öffentlichkeit als jemand zu erscheinen, der die öffentliche Ordnung aufrechterhält. Nachdem er in den 1720er Jahren in London eine der angesehensten Personen gewesen war, schlug diese Wertschätzung in Hass und Verachtung um, als sein Doppelleben bekannt wurde. Nach seinem Prozess und seinem Tod am Galgen wurde er zum Symbol ungehemmter Korruption und Selbstherrlichkeit.

## Leben

### Die frühen Jahre
Wild wurde in Wolverhampton im Jahre 1683 als Sohn einer armen Familie geboren. Nach einer Lehre bei einem Schließenmacher arbeitete er als Dienstbote und kam im Jahr 1704 nach London. Nachdem er von seinem Dienstherrn entlassen worden war, kehrte er nach Wolverhampton zurück, wo er wegen nicht bezahlter Schulden ins Schuldgefängnis geworfen wurde. Während seiner Zeit dort erhielt er die „Liberty of the Gate“ – eine Art Erlaubnis zum Ausgang, während dessen er nachts bei der Verhaftung von Dieben behilflich war. Dabei lernte er Mary Milliner kennen, auch Mary Mollineaux genannt. Sie war eine Prostituierte, von der Wild verschiedene Techniken des Trickdiebstahls lernte. Mit diesen neuen Fähigkeiten, an Geld zu kommen, war Wild in der Lage, seine Schulden zurückzuzahlen und so aus dem Schuldgefängnis freizukommen.
Nach seiner Entlassung lebte Wild mit Mary Milliner zusammen. Beide waren damals bereits anderweitig verheiratet, und Wild, der zu dieser Zeit wahrscheinlich als Milliners Zuhälter arbeitete, hatte sogar ein Kind. Bald war Wild gründlich mit den Methoden der Londoner Unterwelt und ihren Mitgliedern vertraut. Als er sich von Milliner wieder trennte, war sie die „Madame“ (Bordellwirtin) für mehrere andere Prostituierte, und Wild hatte begonnen, als Hehler mit gestohlenen Gütern zu handeln. Er ersann jedoch bald eine erfolgversprechendere Methode.

### Kriminalität in London
Hier in London kommt es beinahe jede Nacht zu einem üblen Überfall. Vergangene Woche sind ein Gentleman und zwei Damen in Hyde Park Corner ausgeraubt worden. Sie kamen aus Chelsea und hatten gerade St. James Park umrundet, als plötzlich sechs blanke Schwerter in ihre Kutsche gesteckt wurden. (Briefwechsel Sir John Verney, zitiert nach Waller, S. 442)
Zwischen 1680 und 1720 hatte die Anzahl der Verbrechen in London dramatisch zugenommen. Dies war unter anderem auf die wirtschaftlichen Probleme infolge des Kriegs mit Frankreich und auf die zunehmende Zahl von entlassenen und verarmten Soldaten und Seeleuten zurückzuführen.
Tageszeitungen, damals noch ein relativ junges Phänomen, berichteten häufig über Verbrechen und Verbrecher. Auch aufgrund der Berichte der Zeitungen nahm die öffentliche Besorgnis über den Anstieg der Kriminalität zu, und in der Öffentlichkeit begann man sich zunehmend für Formen der Kriminalitätsbekämpfung zu interessieren. Vor diesem Hintergrund zirkulierten anonyme Schriften wie „Hanging is not Punishment Enough for Murtherers, Highwaymen and House-Breakers“ („Der Tod am Galgen als unzureichende Strafe für Mörder, Wegelagerer und Einbrecher“), die zusätzlich zur Todesstrafe eine vorherige Folter forderten, um endlich ausreichend Abschreckung zu schaffen.
Eine Polizei im heutigen Sinne existierte noch nicht. Die Historikerin Maureen Waller beschreibt die Situation im London um die Wende zum 18. Jahrhundert folgendermaßen:
Die Hüter von Gesetz und Ordnung in London waren schwach, da es keine zentrale Behörde gab. Eine richtige Polizeitruppe gab es nicht. Eine Polizei wurde als unenglisch betrachtet, während sie im benachbarten Frankreich ein Instrument königlicher Tyrannei war. Polizeiarbeit wurde in London nur sporadisch geleistet. Es gab die Königlichen Boten, die direkt dem Kronrat verantwortlich waren. Sie waren für Hochverrat und andere politische Verbrechen verantwortlich. Da Geldfälschen ebenfalls unter Hochverrat fiel, hatten sie viel zu tun. Der Rat beschäftigte die so genannten Stadtmarschalle, die sich um die Straßenbewohner kümmerten. Sie besaßen die Befugnis, auch in den umliegenden Countys Haftbefehle auszustellen. Bis zu einem gewissen Grad wurde ihre Arbeit auf Gemeindeebene von den Constablern, Kirchendienern und Straßenwächtern kopiert, auch wenn diese großen Einschränkungen unterlagen, was das Recht betraf, jemanden zu verhaften. Constabler wurden nicht bezahlt; einfache Bürger wechselten sich jährlich in diesem Posten ab – theoretisch. Praktisch bezahlten die Bürger Deputies (Stellvertreter), die ihnen diese Arbeit abnahmen und sie alsbald immer taten. … Der Großteil der Polizeiarbeit ruhte auf den Schultern der Bürger, die Bürgerwehren in ihren Vierteln organisierten und selber Detektivarbeit leisteten, um Kriminelle zur Strecke zu bringen. (Waller, S. 446f)
Ein solches Umfeld schuf Menschen wie Wild ein ausreichend großes Betätigungsfeld, das sie nach außen hin als ehrbar erscheinen ließ.

### Wilds Methoden
Wilds Methode, sich zum einen zu bereichern und gleichzeitig scheinbar auf der richtigen Seite des Gesetzes zu stehen, war raffiniert. Er leitete eine Bande von Dieben, behielt deren gestohlene Güter ein und wartete ab, bis der Diebstahl in den Zeitungen erschien. Kurz danach behauptete er, seine private Polizeiarmee, die „Thief taking agents“, habe durch sorgfältige Detektivarbeit die gestohlenen Güter gefunden, und brachte sie dem rechtmäßigen Besitzer zurück. Dieser zahlte ihm eine Gebühr für diesen Fund, mit dem er angeblich seine Privatpolizei entlohnte. Neben dem „Auffinden“ gestohlener Güter unterstützte er die Polizei bei der Festnahme von Dieben. Die Diebe, zu deren Verhaftung Wild beitrug, waren entweder Mitglieder rivalisierender Banden oder solche, die sich einer Kooperation mit ihm entzogen hatten.
Um die Diebstähle einzugrenzen, waren Gesetze erlassen worden, die die Hehlerei mit gestohlenen Gütern hart bestraften. Gerade einfache und unerfahrene Diebe gingen ein erhebliches Risiko ein, wenn sie ihre gestohlenen Güter verkauften. Wilds Position wurde durch dieses Gesetz erheblich gestärkt. Für einen Dieb war der Weg über Wild eine der wenigen Methoden, verhältnismäßig ungefährdet Diebesgut zu Geld zu machen. Arbeitete ein Dieb nicht mit Wild zusammen, lief er Gefahr, von ihm den Gerichten überstellt zu werden.
Geschickt verschleierte Erpressung gehörte gleichfalls zu Wilds Repertoire. In der Daily Post von 1724 erschien beispielsweise folgende Anzeige:
Am 1. Oktober verloren; ein in schwarzes Noppenleder eingebundenes Notizbuch, Ränder mit Silber, mit einigen „Notes of Hand“ (Schuldverschreibungen). Das besagte Buch wurde in der Straße „The Strand“, nahe der „Fountain Tavern“, gegen sieben oder acht Uhr abends verloren. Wenn jemand dieses Buch bei Mr. Jonathan Wild im Old Bailey abliefert, wird er eine Guinea als Belohnung erhalten. (Quelle: Howson)
Die Nennung der Schuldverschreibungen war der dezente Hinweis, dass Wild wusste, wessen Notizbuch sich in seinem Besitz befand. Und Wild teilte dem Besitzer über die Anzeige auch mit, dass er wusste, weshalb dieser sich in dieser Straße aufhielt – Fountain Tavern war ein bekanntes Bordell. Der wirkliche Zweck der Anzeige war eine an den Notizbuchbesitzer gerichtete Drohung, dass man seinen Bordellbesuch öffentlich machen werde. Die Anzeige nannte auch den Preis für Verschwiegenheit (eine Guinea oder ein Pfund und ein Shilling).
Dass Wild sich zu seinen Zwecken des Mittels der Verkleidung zu bedienen wusste, zeigt sein Ausspruch
The mask is the summum bonum of our age.
(Die Maske ist das höchste Gut unserer Tage.)

### Der oberste Diebesfänger
In der Öffentlichkeit galt Wild als Held – er war einer von denen, die dafür sorgten, dass Verbrecher festgenommen wurden. 1718 bezeichnete Wild sich selber als „Thief Taker General of Great Britain and Ireland“ (Generaldiebesfänger von Großbritannien und Irland). Er behauptete, über 60 Diebe seien durch seine Tätigkeit am Galgen zu Tode gebracht worden. Sein „Finden“ von gestohlenem Eigentum war dagegen eher eine bilaterale Angelegenheit zwischen ihm und dem Bestohlenen. Wild hatte ein Büro im Old Bailey, in dem lebhafte Geschäftstätigkeit herrschte. Opfer von Diebstählen kamen häufig vorbei und waren erleichtert, wenn Wilds Agenten schon das gestohlene Gut „wiedergefunden“ hatten. Gegen eine Extragebühr bot Wild auch seine Hilfe an, den Dieb zu finden. Auch wenn die spätere literarische Behandlung dies oft anders schilderte, gibt es keine Belege darüber, dass Wild jemals ein Mitglied seiner Bande gegen eine Gebühr auslieferte.
1720 war Wilds Ruhm so groß, dass er die Stadtverwaltung beriet, mit welchen Methoden man am besten die Kriminalität in London eindämmen könne. Wilds Empfehlung fiel nicht überraschend aus: Die Belohnung für Hinweise, die zur Ergreifung eines Diebes führen, sei deutlich zu erhöhen. Tatsächlich stieg dieser Betrag innerhalb eines Jahres von vierzig auf einhundertvierzig Pfund; für Wild stellte dies eine beträchtliche Einkommenssteigerung dar.
Wild ging meisterhaft mit der Presse um und glich damit den Gangsterbossen der US-amerikanischen Prohibitionszeit wie Al Capone. Wilds angeblicher Kampf gegen die Londoner Diebe war ein beliebter Stoff der damaligen Zeitungen. Wild versorgte sie gezielt mit Berichten über seine „heroischen“ Taten, die Zeitungen druckten sie gerne ab. So berichteten im Juli bis August 1724 die Londoner Zeitungen von Wilds Anstrengungen, die einundzwanzig Mitglieder der Carrick Gang festzusetzen (die Belohnung, die Wild dafür erhielt, betrug achthundert Pfund – was im Jahr 2000 etwa 40.000 US-Dollar entsprochen hätte). Als eines der Bandenmitglieder aus dem Gefängnis entlassen wurde, verfolgte Wild es und ließ es zur Erlangung „weiterer Informationen“ festnehmen. Der Londoner Öffentlichkeit erschien dies als unermüdliche Anstrengung, die öffentliche Ordnung wiederherzustellen. In Wirklichkeit war es ein Bandenkrieg, der als Dienst an der Öffentlichkeit kaschiert wurde.

### Der Fall Jack Sheppard
1724 war in London das Vertrauen der Öffentlichkeit gegenüber staatlichen Autoritäten erheblich erschüttert. Vier Jahre zuvor, im Jahre 1720, war die South Sea Bubble geplatzt, eine von viel Korruption und Durchstecherei gekennzeichnete Spekulation über die Ausdehnung des Fernhandels. Die Aufarbeitung dieses Skandals hielt vier Jahre später noch an, so dass die Londoner Öffentlichkeit zunehmend ungehalten auf alle Anzeichen von Korruption reagierte: Persönlichkeiten des öffentlichen Lebens wurden mit zunehmender Skepsis beobachtet.
Im Februar 1724 nahm Wild einen der berühmtesten Einbrecher seiner Zeit, Jack Sheppard, fest. Sheppard hatte in der Vergangenheit mit Wild zusammengearbeitet, jedoch immer wieder auch unabhängig von ihm operiert. Wie bei so vielen anderen Verhaftungen, die Wild vornahm, lag es in Wilds persönlichem Interesse, dass Sheppard endlich festgenommen wurde.
Sheppard wurde in den Gefängnisturm des Londoner Bezirks St. Giles gesperrt, entkam aber sofort. Im Mai verhaftete Wild Sheppard erneut. Diesmal wurde er im New Prison von Clerkenwell eingesperrt; in weniger als einer Woche war er jedoch erneut aus dem Gefängnis entflohen. Im Juli gelang Wild die Festsetzung ein drittes Mal. Sheppard wurde vor Gericht gestellt, verurteilt und im berüchtigten Newgate-Gefängnis eingesperrt. In der Nacht des 30. August – man hatte gerade das Datum seiner Hinrichtung festgesetzt – entkam Sheppard ein weiteres Mal aus dem Gefängnis. Mittlerweile war er, der bei seinen Verbrechen weitgehend gewaltfrei vorging und gut aussah, ein Held der Londoner Unterschicht. Als Wilds Leute ihn am 11. September ein viertes Mal fingen, wurde er in der sichersten Zelle von Newgate eingesperrt und zusätzlich an den Boden angekettet. Am 16. September entwich Sheppard jedoch erneut. Weder die Ketten noch die Vorhängeschlösser oder sechs eisenbeschlagene Türen hatten sein Entkommen verhindern können. Daniel Defoe, der damals als Journalist arbeitete, widmete dieser unglaublichen Tat einen Artikel. Im späten Oktober fing Wild Sheppard ein fünftes und letztes Mal. Diesmal wurde Sheppard so untergebracht, dass er unter permanenter Überwachung stand. Außerdem kettete man ihn zur Vorsicht an 300 Pfund Eisengewichte an. Sheppard war zu diesem Zeitpunkt so berühmt, dass die Gefängniswärter Eintritt von den Schaulustigen nahmen und selbst Mitglieder der Londoner High Society erschienen, um Sheppard persönlich in Augenschein zu nehmen. Ein fünftes Mal gelang Sheppard die Gefängnisflucht nicht: Am 16. November 1724 wurde er gehängt.

### Wilds Untergang

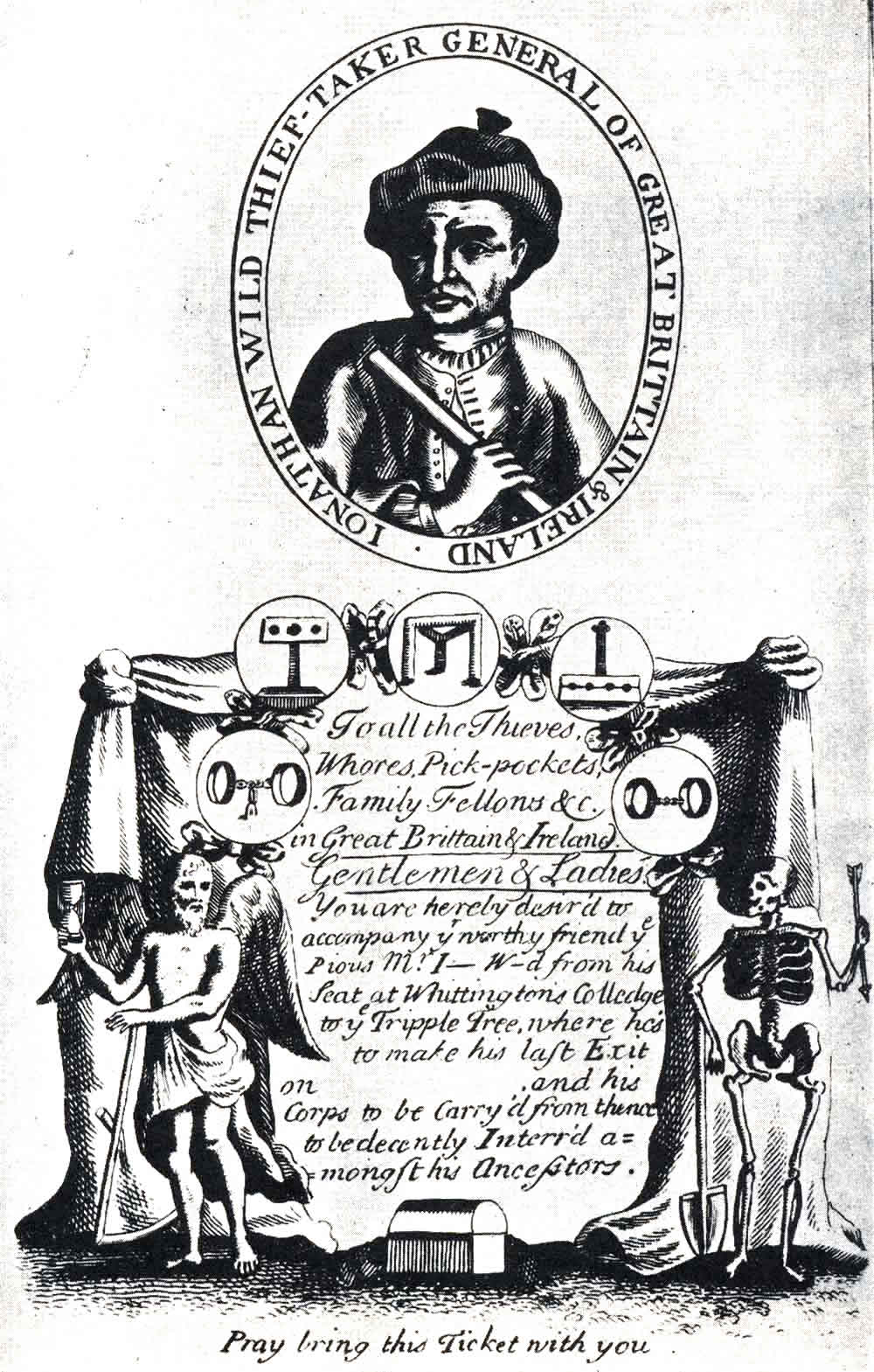
Ticket zur Hinrichtung von Jonathan Wild

Während Sheppard allmählich zu einem Helden der Öffentlichkeit wurde, erhielt Wild eine zunehmend negative Presse. Als Wild im Februar 1725 einen gewaltsamen Gefängnisausbruch eines seiner Bandenmitglieder organisierte, wurde endlich auch er festgenommen. Auch Wild sperrte man im Newgate-Gefängnis ein. Angeklagt wurde er nicht nur wegen des gewaltsamen Gefängnisausbruchs, sondern auch wegen des Diebstahls von Juwelen während der Ernennung der Knights of the Garter im August 1724.
Wilds Bild in der Öffentlichkeit erlebte nun eine vollständige Wandlung. Auch seinen Bandenmitgliedern wurde zunehmend klar, dass wenig Chancen bestanden, dass Wild entkommen würde. Sie begannen daher, gegen Wild auszusagen, bis sein Doppelleben vollständig bekannt war. Parallel dazu fand man Beweise dafür, dass Wild regelmäßig Mitglieder der Stadtregierung bestochen hatte. Letzteres wurde von der Öffentlichkeit besonders negativ aufgenommen.
Am 24. Mai 1725 wurde Wild zum Galgen von Tyburn nahe dem Nordostende des Londoner Hyde Parks geführt. Seine Hinrichtung war ein gesellschaftliches Ereignis; Eintrittskarten für die besten Plätze am Hinrichtungsplatz wurden lange im Voraus verkauft. Daniel Defoe berichtet, dass die anlässlich dieser Hinrichtung versammelte Menschenmenge die größte je in London zusammengekommene war. Anders als sonst üblich hatte die Menge kein Mitleid mit dem zum Galgen Geführten.
Nach seinem Tod wurde seine Leiche von den Anatomen des Royal College of Surgeons of England seziert; sein Skelett ist noch heute im Museum dieser Institution ausgestellt.

## Jonathan Wild in der Literatur
Dass das Leben von Jonathan Wild auch heute noch von Interesse ist, hängt weniger damit zusammen, dass er zu den Ersten gehörte, die die Organisierte Kriminalität in großem Stil betrieben, sondern damit, dass sein Leben später mehrfach literarisch verarbeitet wurde.
Als Wild gehängt wurde, waren die Zeitungen wie bei den meisten Hinrichtungen angefüllt mit Berichten aus seinem Leben, Zitaten von ihm, Abschiedsreden und ähnlichem. Biografien von Kriminellen waren zu diesem Zeitpunkt sehr populär; Sex, Gewalt, Reue oder ein tränenreiches Ende faszinierten schon damals das lesende Publikum. Daniel Defoe schrieb daher im Mai 1725 einen Bericht über Wild für das „Appelbees Journal“ und publizierte im Juni 1725 „The True and Genuine Account of the Life and Actions of the Late Jonathan Wild“. Sein Bericht warb mit einem Abdruck von Auszügen aus Wilds Tagebuch um Leser.
Von größerer literarischer Bedeutung ist, dass Wild die Vorlage für die Figur des Mr. Peachum in John Gays Oper The Beggar’s Opera lieferte und damit indirekt auch die für (hier heißt er sogar Jonathan) Peachum in Bertolt Brechts Dreigroschenoper.
John Gays Oper erschien im Jahr 1728. Ihre Haupthandlung schildert den Konkurrenzkampf zwischen Wild und Sheppard. Die Figur des Peachum ist jedoch auch durch den Whig-Politiker und britischen Premierminister Robert Walpole beeinflusst, zwischen dessen öffentlichem Auftreten und tatsächlichem Handeln in den Augen seiner politischen Gegner ein ähnlicher Widerspruch wie bei Jonathan Wild bestand. Auch Henry Fielding nutzte die Figur Jonathan Wild in „The History of the Life of the late Mr. Jonathan Wild the Great“ für eine bissige Satire auf diesen britischen Politiker. Robert Walpole wurde von seinen Parteikollegen als „great man“ („bedeutender Mann“) bezeichnet und so ließ Fielding auch seinen Jonathan Wild ständig danach streben, ein „great man“ zu werden. „Greatness“ (Bedeutung) erlangte man in Fieldings Satire nur, wenn man die Stufen hinaufkletterte – und seien es die des Galgens. Wild war ein „Great Prig“ (außerordentlicher Dieb), so wie Robert Walpole ein „Great Whig“ war – der Gleichklang war beabsichtigt. Vor dem Hintergrund des Korruptionsskandals der South Sea Bubble erschien Fielding die Verknüpfung der Whig-Partei mit Diebstahl angemessen.